# 1969 en Belgique
Chronologie de la Belgique
- 1965
- 1966
- 1967
- 1968
- 1969
- 1970
- 1971
- 1972
- 1973

Cette page recense des événements qui se sont produits durant l'année 1969 en Belgique.

## Chronologie
- 1er janvier : le permis de conduire devient obligatoire.

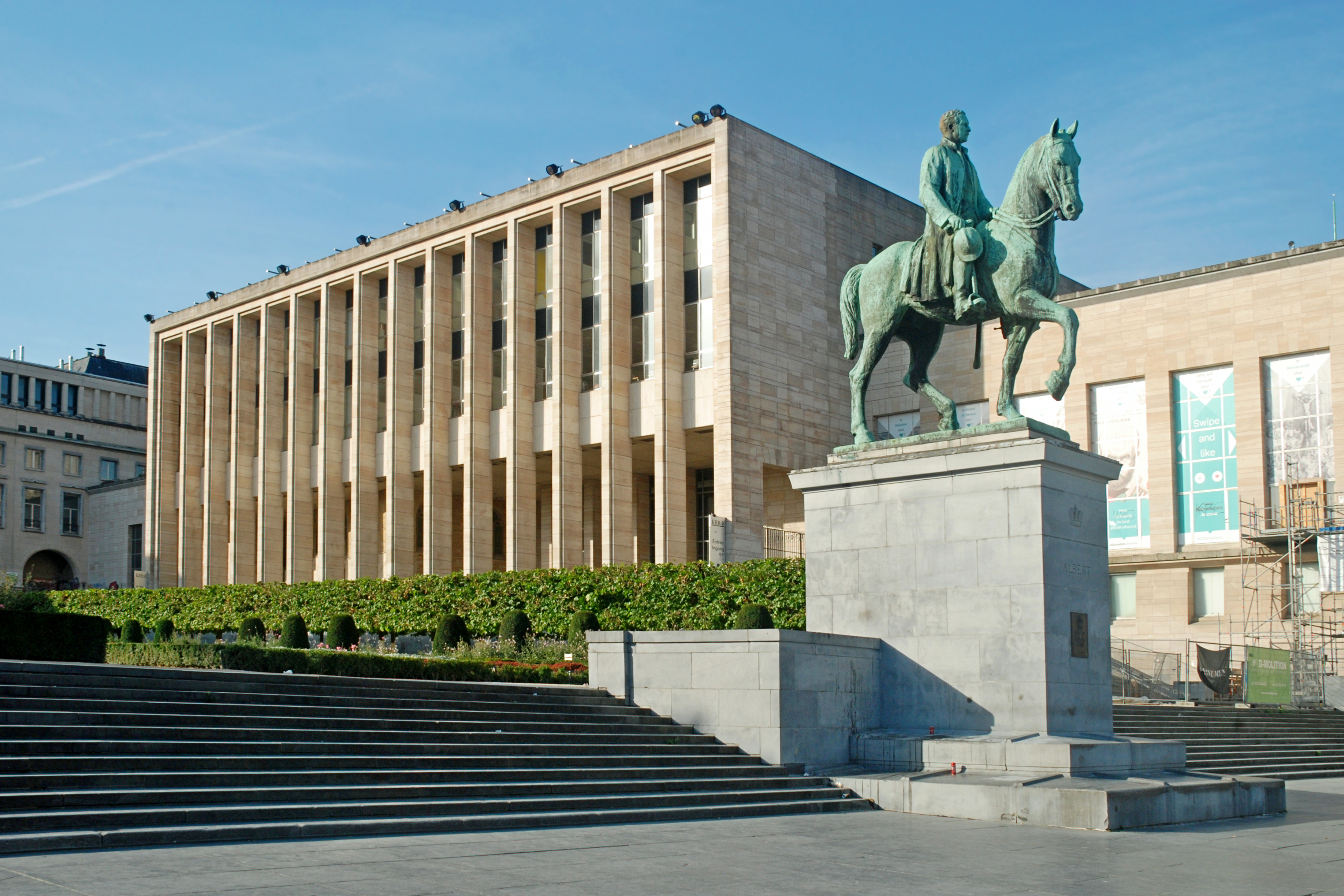
Vue de la Bibliothèque royale depuis le Mont des Arts.

- 17 février : inauguration des nouveaux bâtiments de la Bibliothèque royale de Belgique, au Mont des Arts.
- 25 mars : une collision entre deux trains à hauteur de La Louvière fait quinze morts.
- 31 mai : mise en service du tunnel Kennedy à Anvers.
- 26 juin : adoption du projet de loi créant la « taxe sur la valeur ajoutée ».
- 15 juillet : accident d'autocar à Dinant. On dénombre vingt-deux morts.
- 25 septembre : le train express Paris-Amsterdam déraille à hauteur de Lembeek. On dénombre trois morts.
- 3 novembre : le roi Baudouin reçoit le général Mobutu.
- 3 décembre : grève des étudiants de l'enseignement technique supérieur.
- 21 décembre : inauguration de la première ligne du prémétro de Bruxelles, entre les stations Schuman et De Brouckère.

### Architecture

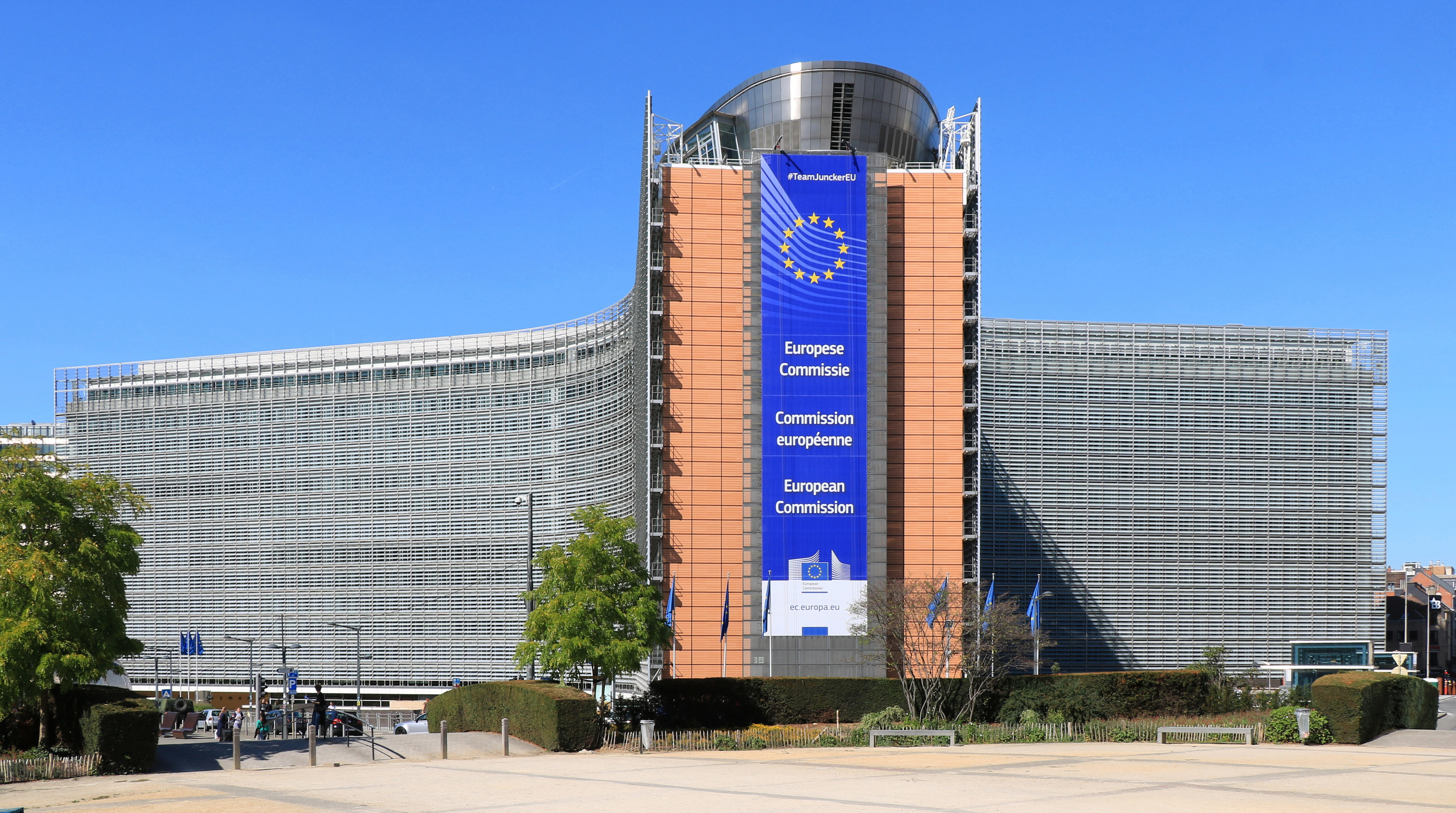
Le Berlaymont.

## Culture

### Bande dessinée
- Panade à Champignac.

### Littérature
- Prix Rossel : Franz Weyergans, L'Opération

## Sciences
- Prix Francqui : Isidoor Leusen (physiologie, RUG).

## Sports

### Cyclisme
- 30 mars : Eddy Merckx remporte son premier Tour des Flandres.
- 13 avril : Walter Godefroot remporte Paris-Roubaix.
- 20 juillet : Eddy Merckx remporte le Tour de France pour la première fois.

## Naissances
- 22 février : Marc Wilmots, joueur et entraîneur de football
- 6 avril : Joël Smets, pilote de motocross
- 14 avril : Luc Van Lierde, athlète
- 26 juin : Ingrid Lempereur, nageuse
- 18 août : Serge Baguet, coureur cycliste († 9 février 2017)
- 22 août : Bruno Tobback, homme politique
- 22 octobre : Helmut Lotti, chanteur
- 17 novembre : Jean-Michel Saive, pongiste
- 9 décembre : Christophe Impens, athlète
- 13 décembre : Jacky Peeters, joueur de football

## Décès
- 8 janvier : Jean Allard, homme politique
- 22 janvier : Joseph-Jean Merlot, homme politique
- 30 janvier : Dominique Pire, prêtre, lauréat du prix Nobel de la paix
- 30 mai : Gaston Brenta, compositeur
- 4 juillet : Georges Ronsse, coureur cycliste
- 21 juillet : Jules Van Hevel, coureur cycliste
- 15 août : Stijn Streuvels, écrivain d'expression néerlandaise
- 27 août : Henri De Page, juriste
- 7 octobre : Léon Scieur, coureur cycliste
- 15 octobre : Frans Hemerijckx, léprologue.
- 18 novembre : Léon Jongen, compositeur et chef d'orchestre
- 4 décembre : Achille Chavée, poète d'expression française

## Statistiques
- Population totale au 1er janvier 1969 : 9 631 910 habitants[1].